# Fingers In The Noise
Fingers In The Noise – pseudonim artystyczny  Laurenta Bischa, francuskiego muzyka, kompozytora i realizatora dźwięku.

## Twórczość
Laurent Bisch (Fingers In The Noise) zaczął tworzyć muzykę w połowie lat 80., po tym jak wziął kilka lekcji gry na fortepianie. Kupił syntezator Korg 01/WFD. Najpierw zainteresował się gatunkiem dub techno, a później muzyką ambient i muzyką eksperymentalną. Muzykę profesjonalnie tworzy od 2009 roku. Stał się znany dzięki obecności w takich serwisach muzycznych jak: SoundCloud i Myspace  oraz z miksów DJskich i publikacji podcastingowych w serwisie Mixcloud. 11. listopada 2011 roku wydał swój debiutancki album, 3 X 11 (nazwa nawiązuje do daty publikacji: 11.11.2011), opublikowany jako pliki dźwiękowe. W 2012 roku w niemieckiej wytwórni BineMusic wydał swój pierwszy album CD, Sounds From The Moon. Nagrywał dla kilku wytwórni, między innymi dla: założonej przez siebie Fitn Personal Records, niemieckiej BineMusic, francuskiej Ultimae oraz dla nieistniejących już Deepindub.org i KOSMO Netlabel.

## Życie prywatne
Laurent Bisch mieszka we Francji, jest żonaty i ma 3 dzieci. Poza muzyką interesuje się między innymi grafiką 3D, fotografią, sztuką kulinarną, instrumentami perkusyjnymi i rzeźbieniem w kamieniu.

## Dyskografia

### Albumy
- 2011 – 3 X 11 (Fitn Personal Records, wydany jako pliki: WAV, FLAC i MP3, 2008 jako CD, album)[3]
- 2012 – Sounds From The Moon (BineMusic, wydany jako CD i pliki FLAC)[4]
- 2012 – Echo System (Deepindub.org, wydany jako pliki MP3)[5]

### EP-ki
Wszystkie EP-ki ukazały się wyłącznie jako pliki MP3
- 2010 – Light As A Butterfly
- 2011 – Deep Episodes
- 2011 – Kool Reaktion
- 2012 – Lost In Freezing Fog (Remixes)
- 2013 – Insomnia
- 2013 – Scotchage
- 2014 – Something Different (również jako FLAC)